# Julio Aguiar
Julio Aguiar Carrasco (Montevideo, Uruguay, 15 de febrero de 1947) es un político, diplomático, periodista y escritor uruguayo, que se desempeñó como diputado en dos períodos (1985-1990 y 1995-1999) y asimismo ocupó el cargo de subsecretario (viceministro) de Educación y Cultura entre 1985 y 1988.

## Primeros años
Nació en Montevideo el 15 de febrero de 1947.
En su juventud cursó estudios en la Facultad de Medicina de la Universidad de la República, que no culminó.
Militante del Partido Colorado, en las elecciones internas de 1982 integró en el puesto número 17 la lista ABX como candidato a convencional,resultando electo.
En 1985 fue miembro suplente del Comité Ejecutivo Nacional del Partido Colorado

## Diputado en la XLII Legislatura
En las elecciones de 1984 figuró en el quinto puesto en la Lista 15 como candidato a diputado. Dicho sector obtuvo cinco bancas, resultando por ende electo Aguiar como representante para la XLII Legislatura (1985-1990).
Ocupó la banca hasta el final de la legislatura, siendo reemplazado durante su desempeño como subsecretario de Estado por Alvario Bentancur.
En las elecciones de 1989 no se postuló nuevamente al Parlamento.

## Subsecretario de Educación y Cultura
El 5 de junio de 1985 el presidente Julio María Sanguinetti y la ministra de Educación y Cultura Adela Reta designaron a Aguiar como subsecretario de dicha cartera, en reemplazo del fallecido Andrés Vázquez Romero. Se trató de la primera y obligada modificación en el gabinete del nuevo gobierno iniciado en marzo de dicho año tras el fin de la dictadura cívico militar instaurada en 1973.
Ocupó dicha subsecretaría durante casi tres años, siendo sustituido en marzo de 1988 por Nahum Bergstein.

## Foro Batllista
Con la formación del Foro Batllista a principios de la década del 90, Aguiar adhirió al mismo, siendo dirigente de dicha agrupación durante varios años.
En 1993 fue secretario general de la agrupación Generación Sanguinetti.

## Diputado en la XLIV Legislatura
En las elecciones de 1994 figuró como tercer candidato a diputado por la lista 2000,la que obtuvo cinco bancas. En consecuencia, Aguiar resultó nuevamente electo diputado para la XLIV Legislatura (1995-2000).
En 1998 integró la dirección de la agrupación Tercer Batllismo.
Ocupó la titularidad de su banca como diputado hasta octubre de 1999, cuando renunció a la misma, siendo sustituido por Laura Albertini durante los escasos meses restantes hasta el final de la legislatura.

## Diplomático en Brasil
Tras dejar su escaño parlamentario, fue nombrado ministro consejero de la embajada de Uruguay en Brasil,llegando a actuar como encargado de negocios de la misma.

## Actividades posteriores
En años posteriores se dedicó a la actividad privada, dirigiendo un residencial para la  tercera edad.
En 2008 regresó a la actividad política,y tras anunciar la creación de un nuevo grupo político denominado La Suma,adhirió a la lista 15 y a la precandidatura de José Amorín Batlle para las elecciones internas de 2009.
Sin embargo, al año siguiente renunció a dicho sector en medio de fuertes críticas,las que reiteró luego de las elecciones generales de 2009.

## Periodista y escritor
Ha ejercido el periodismo, especialmente como columnista en Correo de los Viernes.
En 2013 publicó un libro titulado La historia continúa: Batlle-Perón,en el que a partir del episodio histórico de la entrevista entre los presidentes Luis Batlle Berres y Juan Domingo Perón en el Río de la Plata en 1948, analiza las relaciones entre Uruguay y Argentina a través de la historia.

## Vida personal
Es hijo de Alfredo Aguiar Carrasco y de María Elisa Carrasco, quienes se casaran en 1938.
Contrajo matrimonio en 1977 con Patricia Odalia Rosa Tarigo Bonizzoni,con quien tuvo tres hijos, Mariana, Alfredo y Pablo Aguiar Tarigo.